# 否决政治
否决政治（英语：Vetocracy）是美国政治学者弗朗西斯·福山创造出的一个政治学概念，这一术语指的是在政府或机构内过度使用否决权、“为反对而反对”。福山认为，美国政治制度在政治极化背景下已经形成否决性政体。2021年12月5日中华人民共和国外交部发布《美国民主情况》报告，称美国两党“痴迷于否决”。